# La Bande du drugstore
Pour plus de détails, voir Fiche technique et Distribution.
La Bande du drugstore est un film français réalisé par François Armanet, sorti en 2002 et adapté de son roman éponyme.

## Synopsis
Dans les années 1960, juste avant les évènements de mai 68, les minets du Drugstore Publicis Champs-Élysées étaient les mieux sapés, ne croyaient qu'en eux-mêmes et s'imaginaient tout réinventer : la drague, les boîtes, les premiers joints, les vacances sur la côte normande, mais aussi l'amour et la frime. Philippe et Marc font les quatre-cents coups. Charlotte et Nathalie en font de même de leur côté.

## Fiche technique
- Titre : La Bande du drugstore
- Titre anglais : Dandy
- Réalisation : François Armanet
- Scénario : François Armanet et Jean Helpert, d'après le roman de François Armanet
- Production : Rachid Bouchareb et Jean Bréhat
- Musique : Aretha Franklin, Otis Redding, Sonny & Cher, The Troggs, Cream, Alain de Nardis
- Photographie : Guillaume Schiffman
- Montage : Sandrine Deegen
- Décors : Jean-Marc Tran Tan Ba
- Équipe déco : Olivier "Stan" Lime, Anne Cadiou, Pascal Dejax et Marie Lefevre
- Peintres : Anne Deschaintres, Michel Masson
- Costumes : Nathalie Raoul
- Pays de production :  France
- Format : couleurs - 2,35:1 - DTS - 35 mm
- Genre : drame, romance
- Durée : 93 minutes
- Dates de sortie : 
  - 7 février 2002 (festival de Berlin)
  - 17 avril 2002 (France)

## Distribution
- Mathieu Simonet : Philippe Challes
- Cécile Cassel : Charlotte Stroemann
- Aurélien Wiik : Marc Bensoussan
- Alice Taglioni : Nathalie Meissonier
- Matthias Van Khache : Patrick Bernheim
- Laurent Pialet : Pierre de Cavaillac
- Alain Bashung : Le prof de philo
- Lucien Gainsbourg : La mascotte du Drugstore
- Thierry Lhermitte : Le père de Charlotte
- Gabrielle Lazure : la prof d'anglais
- Romain Goupil : le père de Marc
- Carole Jacquinot : la mère de Marc
- Jacky Jackubowicz : le tailleur
- Jacques Lanzmann : le libraire
- Paul Périer  : le frimeur du Relais
- Thomas Blanchard : Billy le Rocker
- Mélanie Page : Jane
- Marie Ravel : Jocelyne
- Alexis Michalik : le communiste de la classe (caméo)

## Autour du film
(septembre 2020).
Si vous disposez d'ouvrages ou d'articles de référence ou si vous connaissez des sites web de qualité traitant du thème abordé ici, merci de compléter l'article en donnant les références utiles à sa vérifiabilité et en les liant à la section « Notes et références ».
- Toute une nuit fut consacrée à simuler un accident entre la Triumph TR3 rouge de Pierre de Cavaillac (avec Jane à son bord) et un autochtone à cyclomoteur passablement éméché. Voiture travelling, cascadeur (qui retourna la scène six fois), une grosse mise en place en pure perte, puisque la scène fut finalement coupée au montage.
- Guillaume Schiffman perdit sa mère lors du tournage. Il dut s'absenter par deux fois et fut remplacé au pied-levé par deux chef-opérateurs successifs (dont Laurent Machuel) afin de ne pas interrompre le tournage.
- Il s'agit du premier film d'Alexis Michalik en tant qu'acteur au cinéma, alors âgé de 18 ans pendant le tournage, ce dernier ne fait cependant qu'un caméo de quelques secondes en tant qu'élève communiste dans une salle de classe.
- 15 jours de tournage furent nécessaire pour mettre en boite la scène de la surprise-party, tournée sur les hauteurs de Veules-les-Roses dans la villa Clémenceau.